# Bruno Bettinelli
Bruno Bettinelli   (Milà, 4 de juny de 1913 - Milà, 8 de novembre de 2004) va ser un compositor italià.

## Biografia
Bruno Bettinelli va estudiar al Conservatori de Milà amb Giulio Cesare Paribeni i Renzo Rinaldo Bossi i es va graduar el 1937. El 1941 va participar en un curs de formació impartit per Vito Frazzi a "l'Accademia Chigiana" de Siena. Va obtenir diplomes en composició, piano, polifonia vocal, música coral i cant coral. Des de 1941 va ensenyar al Conservatori de Milà, on va ocupar una càtedra de composició entre 1957 i 1979. Els seus alumnes van incloure, entre d'altres: Claudio Abbado, Bruno Canino, Azio Corghi, Francesco Degrada, Arman Gentilucci, Riccardo Muti i Maurizio Pollini. Per la seva tasca docent, l'"Associazione Nazionale the Critici Musicali" li va concedir el Premi Massimo Mila l'any 1990. Bettinelli va guanyar nombrosos premis (entre ells Angelicum, 1942 i 1947, Borgonuovo, 1948, Città di Bologna, 1964, Città di Trieste, 1964). El 1961 es va convertir en membre de l'Accademia di Santa Cecilia de Roma. També va treballar com a crític musical.
Mentre que les obres de Bettinelli van seguir inicialment a les de Paul Hindemith -això es pot veure en composicions estrictes i predominantment contrapuntístiques com Due invenzioni (1939) o Fantasia e fuga su temi gregoriani (1942)- en la seva obra posterior, tot i que sempre ho ha fet. va adoptar una postura distant davant les tendències progressistes de la música contemporània, les influències àtones i finalment l'ús de sèries dodecafòniques (encara que alliberades de regles específiques i vinculants). El seu llenguatge musical també es caracteritza pel ritme enèrgic i l'escriptura contrapuntística. El continu interès pels experiments d'avantguarda va donar a la seva música una innegable modernitat tonal i harmònica així com una expansió constant del material musical.